# قائمة الصواريخ أرض جو حسب تسميات حلف شمال الأطلسي
لقب تعريف الناتو لعائلة صواريخ أرض-جو مع تسميات الاتحاد السوفيتي:
- سام 1 «قيلد (Guild)» (S-25 Berkut)
- أس-75 دفينا «قايدلاين (Guideline)» (S-75 Dvina/Volkhov/Desna)
- سام 3 «غوا (Goa)» (S-125 Nyeva)
- سام 4 «غانف (Ganef)» (9M8 Krug)
- سام 5 "Gammon" (S-200 Volga)
- سام 6 «قينفل» (3M9 Kub/Kvadrat)
- إستريلا 2 «قلوش» و «قريل» (9K32 Strela-2)
- 9كيه33 أو أس إيه «جيكو» (9K33 Osa)
- سام 9 سام 9 (Gaskin) "Gaskin" (9K31 Strela-1)
- أس - 300 «أس - 300» (S-300P/PS/PT)
- نظام صواريخ بوك «نظام صواريخ بوك» (9K37 Buk)
- أس - 300 «مجالد» and "Giant" (S-300V)
- سام 13 سام 13 (Gopher) «9كيه35 ستريلا-10» (9K35 Strela-10)
- سام 14 سام 14 (Gremlin) «Gremlin» (9K36 Strela-3)
- تور (نظام صاروخي) «تور (نظام صاروخي)» (9K330/9K331/9K332 Tor)
- صاروخ إيغلا «صاروخ إيغلا» (9K310 Igla-1)
- نظام صواريخ بوك «نظام صواريخ بوك» (9K37 Buk-M1-2)
- صاروخ إيغلا «صاروخ إيغلا» (9K38 Igla)
- SA-19 «شره جنوب أمريكي» (2K22 Tunguska)
- أس - 300 «غرغول» (S-300PM/PMU Favorit)
- إس-400 تريومف "Growler" (S-400 Triumf)
- بانتسير-اس1 «بانتسير-اس1» (Pantsir-S1)
- أس-300 في إم "Gladiator/Giant" (S-300VM "Antey-2500")
- صاروخ إيغلا «الغرينش» (9K338 Igla-S)

تسميات وزارة الدفاع الأمريكية لسلسلة صواريخ سطح -جو البحرية (SA-N)، مع تسميات الاتحاد السوفيتي.

لاحظ أن هذه الأسماء ليست من معيايير الناتو، حيث يستخدم حلف الناتو الرمز «إس إيه»(SA) للإشارة لسلسلة صواريخ سطح -جو البحرية (SAMS) أيضا، ولكن وزارة الدفاع الأمريكية تشير اليها بواسطة الأسماء التالية:
- سام 3 «غوا» (4К90 Volna) [SA-3]
- أس-75 دفينا «توجيهات» (М-2 Volkhov-M) [SA-2]
- أم-11 شتورم "كأس قربان" (4K60/4K65 Shtorm)
- 9كيه33 أو أس إيه «جيكو» (9M33 Osa-M) [SA-8]
- إستريلا 2 «الكأس المقدسة» (9K32 Strela-2) [SA-7]
- أس - 300 «أس - 300» (S-300F Fort) [SA-10]
- نظام صواريخ بوك «نظام صواريخ بوك» (9M38/9M38M Uragan) [SA-11]
- SA-N-8 "Gremlin" (9K34 Strela-3) [SA-14]
- تور (نظام صاروخي) «تور (نظام صاروخي)» (3K95 Kinzhal) [SA-15]
- صاروخ إيغلا «طيهوج» (3M38 Igla) [SA-18]
- SA-N-11 "Grison" (3M87 Kashtan) [SA-19]
- نظام صواريخ بوك «دب رمادي» (3K37 Smerch/Shtil) [SA-17]